# Delphinium virgatum
Delphinium virgatum är en ranunkelväxtart som beskrevs av Jean Louis Marie Poiret. Delphinium virgatum ingår i släktet storriddarsporrar, och familjen ranunkelväxter. Inga underarter finns listade i Catalogue of Life.